# Лёфгрен, Марианна
Жаннетт Уэддей Марианна Ида Каролина Лёфгрен (24 февраля 1910, Кунгсхольм — 4 сентября 1957, Сольна) — шведская киноактриса.

## Биография
Марианна Лёфгрен родилась в семье бухгалтера. В 1929 году получила театральное образование. С 1934 года по 1937 год играла в Королевском драматическом театре в Стокгольме.
В течение 1940-х годов работал киноактрисой, при этом появляясь в некоторых пьесах. Она сыграла в фильме Оке Охберга «Эльвира Мэдиган» (1943), в дебютном фильме режиссёра Ингмара Бергмана «Кризис» (1946), в фильме Хассе Экмана «Девушка с гиацинтами» (1950) и более чем в сотне других фильмов. Во второй половине 1940-х вернулась играть в театр. Она была одной из самых плодотворных шведских актрис, сыграла в общей сложности 104 роли в кино в период с 1933 по 1956 год, в течение одного только 1943 года она снялась в 13 фильмах.
Лёфгрен похоронена недалеко от Стокгольма.

## Фильмография
- Опасная Игра (1933)
- Мужской путь с женщинами (1934)
- Штирман Карлссон Фламмор (1938)
- Ландсторменс Лилла Лотта (1939)
- Только Одна Ночь (1939)
- Man glömmer ingenting (1942)
- Эльвира Мэдиган (1943)
- Кунгсгатан (1943)
- Kejsarn av Portugallien (1944)
- Vandring med månen (1945)
- Кризис (1946)
- Пока дверь была заперта (1946)
- Две Женщины (1947)
- Взрывчатка (1947)
- Тюрьма (1949)
- Девушка с гиацинтами (1950)
- Разведён (1951)
- Таможенник Бом (1951)
- Egen ingång (1956)
- Девушки Без Комнат (1956)